# Ramón Arangüena
Ramón Arangüena (Palència; 11 de gener de 1964) és un periodista i humorista espanyol.

## Biografia
Llicenciat en Ciències de la Informació, la seua trajectòria professional va començar en el periòdic de successos luctuosos El Caso, a la qual seguirien col·laboracions en la revista Panorama.
El seu debut en televisió es produeix de la mà del doctor Bartolomé Beltrán Pons amb el programa En buenas manos, d'Antena 3. El gener de 1997 s'incorpora a l'equip del programa Osados, un espai d'humor d'Antena 3 presentat per Miquel Giménez, i amb el qual Arangüena comença a aconseguir popularitat interpretant, mitjançant sketches en els quals realitzava entrevistes absurdes a famosos que no sabien que eren objecte d'una broma, i als quals interrogava sistemàticament sobre la base de dades falsos, com els rumors que l'entrevistat anés a convertir-se en "noi Almodóvar" o haguera tingut una suposada "agra polèmica" amb el periodista Iñaki Gabilondo.
L'estil surrealista i ingenu de fer humor d'Arangüena, del qual s'ha dit que és deutor de Buster Keaton, va agradar a bona part del públic i és contractat per la Cadena SER per a seguir amb les seues entrevistes absurdes en el programa Hoy por hoy que precisament dirigia Gabilondo, allí sempre feia les cròniques i les connexions pretesament des de Babia per una gràcia amb Gabilondo, en dir-li un dia que "estava a Babia" (dita popular que s'aplica a qui està distret). Compagina aqueixa labor amb col·laboracions en la revista Interviú.
En 1998 s'incorpora com a humorista al magazine diari Lo + plus, amb una secció en la qual setmanalment presentava als espectadors objectes insòlits de la vida quotidiana. Dos anys després passa a TVE, on intervé en el programa d'humor El burladero al costat de, entre d'altres, Josema Yuste, Paz Padilla, Chiquito de la Calzada i Los Morancos.
Després de la sortida de Máximo Pradera, en 2001, torna a Lo + plus, aquesta vegada com a presentador, al costat de Fernando Schwartz i Ana García Siñeriz. Roman en el programa fins a 2004.
Amb posterioritat va col·laborar en el programa El ombligo de la luna (Radio Nacional de España) entre 2004 i 2006 i es va incorporar a l'equip del late night de Carolina Ferre a Telecinco Plan C (2005), que només es va mantindre tres setmanes en pantalla. Durant 2006 realitza col·laboracions setmanals al programa Schwartz&Co d'IB3 Televisió, i des de gener de 2007 col·labora a Espejo público d'Antena 3.
Des de setembre de 2014 col·labora a Las mañanas de RNE.
A més, des de setembre de 2015, col·labora com a membre del jurat en el concurs de la cançó del programa Vamos a ver de Radio Televisión Castilla y León.

## Llibres publicats
- Un oso de peluche mata a 2500 truchas (2008).
- Señor, no te preguntamos por qué te la has llevado, te damos las gracias: esquelas, anuncios, noticias y cartas para morirse de risa (2005).
- Un yanqui de chiste: aventuras y desventuras de un guiri en España (2003).
- Typical Spanish: los anuncios más disparatados, las esquelas más divertidas, los contactos menos frecuentes (2001).